# Wongataube

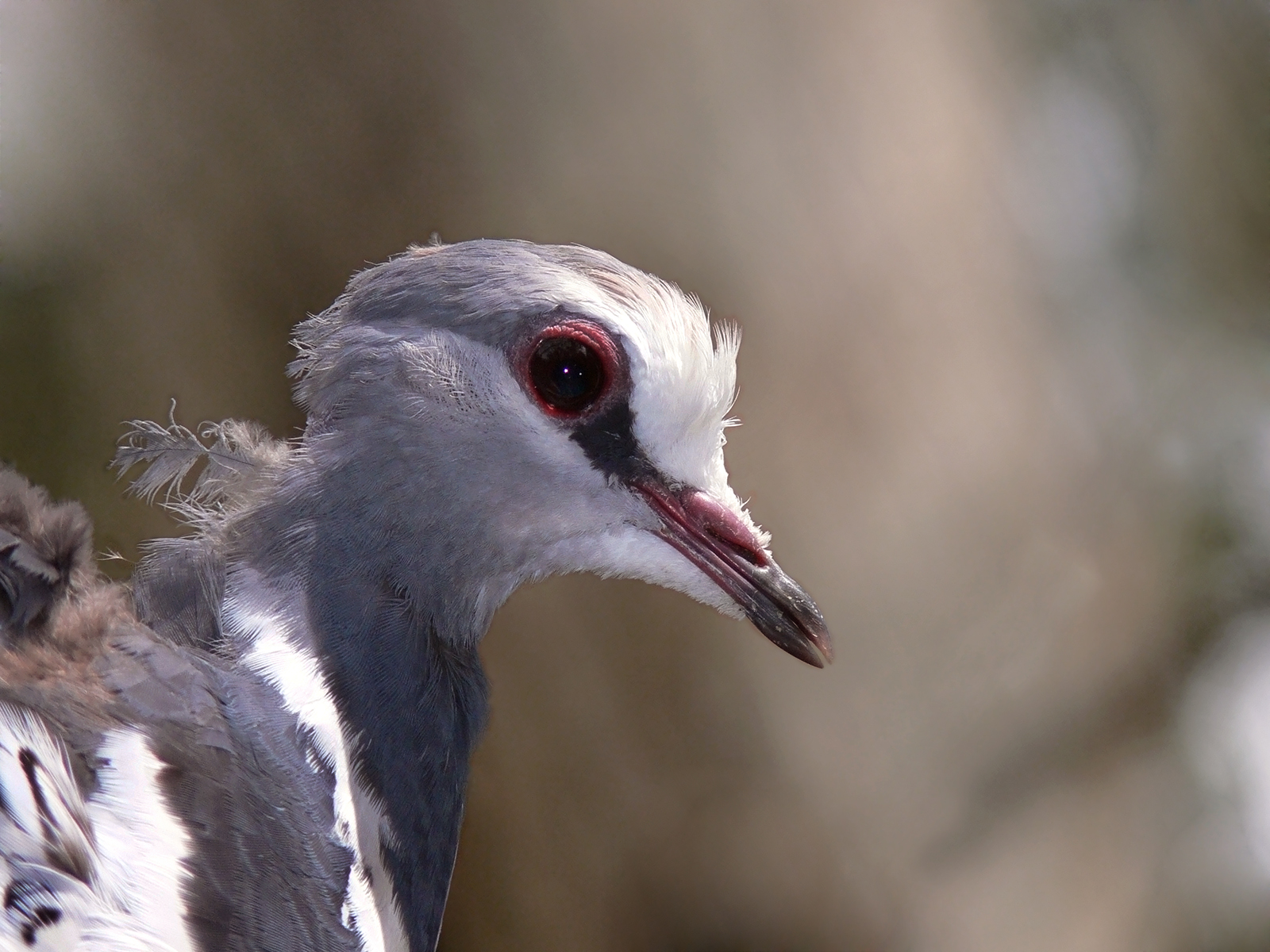

Die Wongataube (Leucosarcia melanoleuca) ist eine Art der Taubenvögel. Sie ist die einzige Vertreterin ihrer Gattung. Ihre Verbreitung ist auf Australien beschränkt.

## Erscheinungsbild
Die Wongataube ist eine große, plumpe Taube mit kurzem Hals, breiten und kurzen Schwingen und einem im Verhältnis zur Körpergröße langen Schwanz. Sie erreicht eine Körpergröße zwischen 38 und 41 Zentimetern. Sie ist damit etwa so groß wie eine Ringeltaube, jedoch etwas schwerer. Der Geschlechtsdimorphismus ist nur geringfügig ausgeprägt. 
Stirn, Gesicht und Kehle sind cremig-weiß. Der Oberkopf ist hellgrau. Ein schmaler schwarzer Streif verläuft von der Schnabelbasis zum Auge. Das Körpergefieder ist schiefrig blaugrau. Die Körperunterseite ist weiß mit dunkelgrauen Flecken. Von der Brust reicht seitlich ein V-förmiges Band zu den beiden Halsseiten. Weibchen unterscheiden sich von den Männchen dadurch, dass das Weiß der Stirn weniger ausgeprägt ist. Die Unterschwanzdecken sind beim Weibchen außerdem ockergelb, während sie beim Männchen silbrig grau sind. 
Die Augen sind bei beiden Geschlechtern dunkel rotbraun. Sie haben einen schmalen pinkfarbenen Augenring. Die Beine sind rot. Jungvögel ähneln den adulten Tauben weitgehend. Ihr Körpergefieder hat jedoch einen bräunlicheren Ton und die weißen Gefiederteile sind bei ihnen verwaschener. 
Der Ruf ist ein monoton wiederholtes, schnelles kuu-kuu-kuu, das weithin vernehmbar ist. Der Balzruf ist weicher und wird lautmalerisch mit kruur umschrieben.

## Verbreitung und Lebensraum
Wongatauben kommen ausschließlich im Osten Australiens vor. Ihr Verbreitungsgebiet verläuft in einem breiten Streifen entlang der Küste von Queensland, New South Wales und Victoria. 
Das Verbreitungsgebiet der Wongatauben erstreckte sich früher bis nach Cairns im Norden und Dandenongs im Süden. Auf Grund von Rodungen, einer starken Bejagung vor allem in den 1940er Jahren sowie der Nachstellung durch eingeführte Rotfüchse sind Wongatauben in den Randgebieten ihrer Verbreitungsareale selten geworden. Die Bestandszahlen sind in diesen Regionen in den letzten Jahren jedoch wieder etwas angestiegen. 
Die Wongataube lebt in den Buschdickichten der Regenwälder, feuchten Eukalyptuswäldern und Küstenwälder und hält sich tagsüber vor allem auf dem Boden auf.

## Verhalten
Wongatauben sind wegen des dunkelweißen Gefieders im Helldunkel eines Waldes nur schwierig auszumachen und werden häufiger gehört als gesehen. Auffällig ist vor allem das laute Flügelklatschen, wenn sie auffliegen. Ihre Nahrung besteht aus Samen, Beeren und Früchten. Eine große Rolle im Nahrungsspektrum spielen Akaziensamen. Sie frisst außerdem Mollusken und Insekten.
Die Fortpflanzung ist an keine Jahreszeit gebunden. Die Balz findet auf dem Boden statt. Das Männchen hält während der Balz die Flügel halb angehoben und spreizt den Schwanz. Zum Balzverhalten gehört ein rituelles Flügelputzen, bei denen die weiße V-Zeichnung auf der Brust dem Weibchen präsentiert wird. Dieses rituelle Flügelputzen schließt ab, indem das Männchen nach vorne kippt und kurz den senkrecht nach oben gehaltenen Schwanz präsentiert. Dem folgt ein Schnäbeln und ein Partnerfüttern, dem die Begattung unmittelbar folgt. Das Nest wird hoch in Bäumen errichtet. Das Gelege besteht aus zwei Eiern. Die Brutdauer beträgt 19 und die Nestlingszeit 21 Tage.

## Haltung in menschlicher Obhut
Das Datum, zu dem Wongatauben das erste Mal nach Europa importiert wurden, ist nicht ganz gesichert. Vermutlich war der Zoo in Antwerpen ab 1845 der Ersthalter. 1859 züchtete der Zoo in London erstmals mit dieser Taubenart. Sie werden bis heute verhältnismäßig häufig in Volieren gehalten. Sie benötigen auf Grund ihrer Größe sehr geräumige und mit Büschen und Bäumen bepflanzte Volieren. Zu ihrer Überwinterung benötigen sie einen frostfreien Schutzraum.

## Belege